# Kuciny (gromada)
Kuciny – dawna gromada, czyli najmniejsza jednostka podziału terytorialnego Polskiej Rzeczypospolitej Ludowej w latach 1954–1972.
Gromady, z gromadzkimi radami narodowymi (GRN) jako organami władzy najniższego stopnia na wsi, funkcjonowały od reformy reorganizującej administrację wiejską przeprowadzonej jesienią 1954 do momentu ich zniesienia z dniem 1 stycznia 1973, tym samym wypierając organizację gminną w latach 1954–1972.
Gromadę Kuciny siedzibą GRN w Kucinach utworzono – jako jedną z 8759 gromad na obszarze Polski – w powiecie łódzkim w woj. łódzkim, na mocy uchwały nr 34/54 WRN w Łodzi z dnia 4 października 1954. W skład jednostki weszły obszary dotychczasowych gromad Kuciny, Oleśnica i Sarnów ze zniesionej gminy Puczniew oraz obszar dotychczasowej gromady Kontrewers ze zniesionej gminy Bełdów w tymże powiecie. Dla gromady ustalono 10 członków gromadzkiej rady narodowej.
1 stycznia 1959 do gromady Kuciny przyłączono wieś Prawęcice i wieś Krasnodęby Nowe ze zniesionej gromady Sobień.
1 lipca 1968 gromadę zniesiono, a jej obszar włączono do gromady Bełdów w tymże powiecie.